# چرخ‌آب (اشکذر)
چرخاب روستایی در دهستان رستاق بخش مرکزی، استان یزد ایران است.
این روستا، مرکز پروش اسب اصیل عرب در ایران بوده و بیش از ۱۰۰ مرکز پرورش اسب در این روستا دایر است و سالانه میزبان جشنواره ملی زیبایی اسب در ایران است.

## جمعیت
بر پایه سرشماری عمومی نفوس و مسکن در سال ۱۳۹۵ جمعیت این مکان ۷۴ نفر (۲۵خانوار) بوده‌است.